# Cinnamomum balansae
Cinnamomum balansae är en lagerväxtart som beskrevs av Paul Lecomte. Cinnamomum balansae ingår i släktet Cinnamomum och familjen lagerväxter. Inga underarter finns listade i Catalogue of Life.